# Klingengraben (Main, Kleinheubach)
Der Klingengraben  ist ein etwa ein Kilometer langer Bach im zum bayerischen Sandstein-Spessart gehörenden Unteren Maintal und ein linker Zufluss des Mains im unterfränkischen Landkreis Miltenberg.

## Geographie

### Verlauf

#### Quellbereich
Der Klingengraben entspringt auf einer Höhe von 219 m ü. NHN im Wörth-Klingenberger Maintal auf dem Gebiet der Marktgemeinde Kleinheubach, am Ostfuß der Hochebene Auf der Höhe (418 m ü. NHN) inmitten eines Nadelwalds. Die episodisch wasserführende Quelle liegt wenige Meter östlich des Rundwanderwegs Galgenweg in einem Landschaftsschutzgebiet innerhalb des Naturparks Bayerischer Odenwald. Sie befindet sich in der Flur Kühruhwiese, etwa anderthalb Kilometer nordwestlich von Kleinheubach, ungefähr gleich weit nordöstlich von Rüdenau und rund einen Kilometer südöstlich von Laudenbach. 
Knapp 80 Meter westlich der Quelle liegt der Kühlruhbrunnen, der laut einer topographischen Karte von 1997 einen Abfluss besitzt und einen kleinen Teich speist. Möglicherweise steht er unterirdisch mit dem Klingengraben in Verbindung. Etwa 250 Meter nordwestlich, nur rund 100 Meter südöstlich der Gemeindegrenze zu Laudenbach, befindet sich die kleine Höhle Webersruh.
Der Quellbereich liegt auf Gesteinen des Mittleren Buntsandsteins der Untertrias. Das anstehende Substrat gehört zur Volpriehausen-Formation und besteht aus fein- bis mittelkörnigem, geröllführendem Sandstein (Volpriehausen-Geröllsand) mit rotbrauner bis violettroter Färbung und bankiger bis dickbankiger Lagerung. Im Talgrund überdecken kolluviale Lockersedimente, meist als pseudovergleyter Kolluvisol ausgeprägt, das Festgestein. Am linken Talhang überwiegen Braunerden und Regosole, während am rechten nahezu ausschließlich Braunerden und podsolige Braunerden auftreten.

#### Weiterer Verlauf

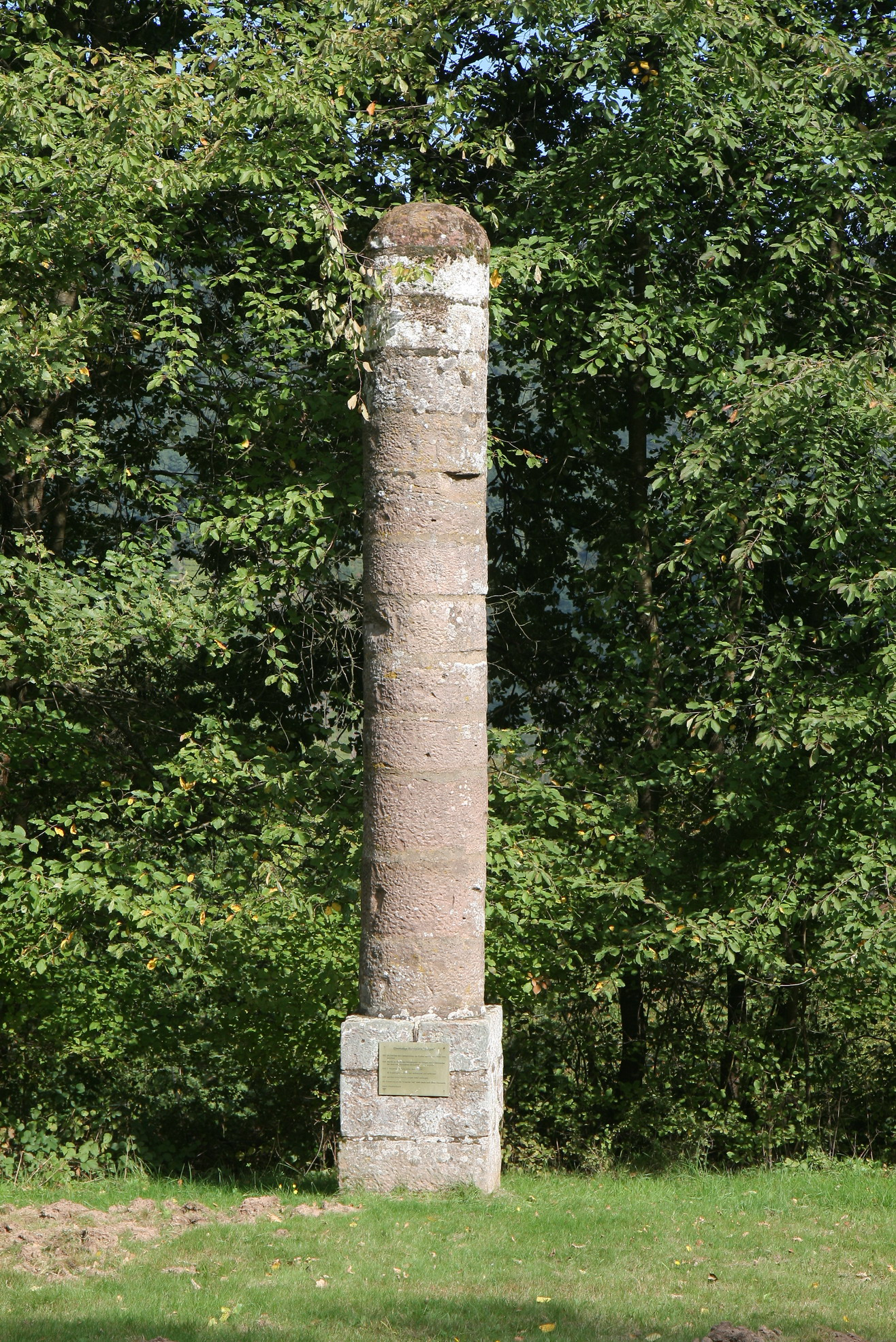
Galgen, eine von drei Sandsteinsäulen

Der Klingengraben fließt zunächst schwungvoll in ostnordöstlicher Richtung entlang des auf der linken Seite stehenden Schneider Bergs durch den gleichnamigen Graben, dessen Hänge beidseits mit Koniferen bestockt sind. Geologisch durchquert er dabei Gesteine der Miltenberg-Formation im Unteren Buntsandstein. Das anstehende Material besteht aus fein- bis grobkörnigem Sandstein, teils hellgrau, teils rotgrau gefärbt, meist gebankt bis dickbankig gelagert, stellenweise verkieselt oder mit eingelagerten Tonschluffstein-Klasten. Er kreuzt dann einen Waldweg, auf dem der unterfränkische Limesweg verläuft.
Der Bach verlässt gut 100 Meter später den geschlossenen Wald. Knapp 200 Meter südöstlich seines Laufs befindet sich am rechten Talrand die historische Richtstätte von Kleinheubach. Der dortige Galgen wurde im Jahr 1561 errichtet; von den ursprünglich drei Steinsäulen ist eine bis heute erhalten. Im Jahr 1619 fand dort die erste nachweislich belegte Hexenhinrichtung statt. Zwischen etwa 1617 und 1630 wurden an diesem Ort 81 Personen – 49 Frauen und 32 Männer – der Hexerei beschuldigt, von denen mindestens 45 hingerichtet wurden.
Anschließend durchquert der nun stark begradigte Bach, von dichtem Ufergehölz gesäumt, die Flur Lippenklingen, deren angrenzende Wiesen und Weiden teils mit Obstbäumen bestanden sind. Die dort bis zu drei Meter hohen Böschungen sind von einer haselreichen Strauchschicht bewachsen, dazwischen stehen vereinzelt durchgewachsene Eichen und Kirschen. Die Talfüllung besteht in diesem Abschnitt aus polygenetischen, pleistozän bis holozänen Lehm- und Sandablagerungen und am linken Talhang lagern Löß und Lößlehm, während der rechte Hang von quartärer Rutschmasse mit eingelagerten Kiesen bis hin zu Blöcken eingenommen wird.
Dann unterquert der Klingengraben die Zufahrtsstraße zum abgelegenen Aussiedlerhof Klingerhof, der am Osthang des Schafbuckels liegt. Dabei handelt es sich um einen schmalen Wirtschaftsweg, der zur Hofstelle führt. Danach verläuft er zwischen der linksseitigen Flur Aue oberhalb der Strass mit überwiegend als Grünland genutzten Flächen und der rechts gelegenen Flur Kiesgrube, die überwiegend ackerbaulich genutzt wird. Die dortigen Böden sind als Braunerden aus pleistozänem Löss oder Lösslehm entwickelt und weisen nur eine mittlere Ertragsfähigkeit auf.  Das bachbegleitende Gehölz auf der etwa 1,5 Meter hohen Böschung wird lichter und zeigt eine zunehmende Dominanz von Holunder und Hartriegel, begleitet von einem nährstoffliebenden Saum vor allem aus Brennnesseln.

#### Mündung
Der Bach unterquert nacheinander einen Feldweg, auf dem ein Radwanderweg verläuft, die Bundesstraße 469, die Gleisanlagen der von der Westfrankenbahn betriebenen Bahnstrecke Aschaffenburg–Miltenberg sowie einen breiten Weg, dem ein weiterer, zum Radwegenetz des Landkreises gehörender Radweg folgt. Anschließend verläuft er schnurgerade und ohne begleitendes Gehölz durch Ackerland, dessen Untergrund fast ausschließlich aus kalkhaltiger Vega besteht. Links grenzt er dabei an hochwertige und ertragreiche Felder, während die rechts angrenzenden Flächen nur über eine mittlere Bodenqualität verfügen.
Der Klingengraben erreicht die am Ufer gelegene, schmale Flur Allmoth Wiesen, in der Erlen wachsen, und mündet schließlich, aus dem Südwesten kommend, auf einer Höhe von 121 m ü. NHN von links in den aus dem Südosten heranströmenden Main. Sein etwa ein Kilometer langer Lauf endet damit rund 98 Höhenmeter unterhalb seiner Quelle, was einem mittleren Sohlgefälle von etwa 9,8 % entspricht. Die Mündung liegt zwischen Laudenbach im Nordwesten und Kleinheubach im Südosten, knapp 400 Meter oberhalb der Gemeindegrenze zu Laudenbach und gut 100 Meter unterhalb der Einmündung des Eiderbachs. Auf der gegenüberliegenden Großheubacher Mainseite erstrecken sich entlang des Ufers Weinberge.

### Einzugsgebiet
Das Einzugsgebiet des Klingengrabens liegt im Unteren Maintal und entwässert über den Main und den Rhein in die Nordsee.
Es grenzt
- im Südosten an das Einzugsgebiet des Eiderbachs, der in den Main mündet;
- im Süden an das des Rüdenauer Bachs, der ebenfalls in den Main mündet;
- im Südwesten an das des Winnengrabens, der in den Rüdenauer Bach mündet;
- im Nordwesten an das des Mainzuflusses Laudenbach und
- ansonsten unmittelbar an das Einzugsgebiet des Mains selbst.

Der westliche Teil des Gebiets ist bewaldet, während im übrigen Bereich landwirtschaftlich genutzte Flächen überwiegen. Der höchste Punkt liegt am Osthang des Hügels Auf der Höhe im Westen des Einzugsgebiets und erreicht 412 m ü. NHN.